# Mikhail Kaaleste
Mikhail Kaaleste (n. 20 august 1931, Saatse Rural Municipality⁠(d), Estonia – d. 5 mai 2018, Sankt Petersburg, Rusia) a fost un canoist ce a reprezentat Rusia, medaliat olimpic. A participat la o ediție a Jocurilor Olimpice (1956) în care a câștigat o medalie de argint.

## Participări
Lista de mai jos prezintă principalele competiții la care a participat Mikhail Kaaleste de-a lungul carierei.
- canoeing at the 1956 Summer Olympics – men's K-2 1000 metres[*]